# Eustaqui de Roma
|  | Per a altres significats, vegeu «Eustaqui». |

Eustaqui (Roma, segle ii) és un personatge llegendari, mort com a màrtir per la seva fe cristiana. És venerat com a sant per diverses confessions cristianes.
La seva festa, el 20 de setembre, fou retirada el 1969 pel papa Pau VI del calendari oficial de l'Església pel caràcter llegendari de la història del sant i la falta de proves de la seva existència. El seu culte, però, es permet als llocs on té forta tradició.

## Llegenda
Segons la Llegenda àuria, es deia Plàcid i tenia el càrrec de magister militum a l'exèrcit de Trajà. Mentre caçava prop de Tívoli, el cérvol que perseguia s'aturà i se li enfrontà: Plàcid veié que tenia un crucifix entre les banyes, que li va parlar i li deia «Plàcid, per què em persegueixes? Jo sóc Jesús, a qui honores sense saber-ho». Eustaqui li explicà a la seva dona, i ella li digué que a la nit havia tingut un somni que li anunciava la conversió de la parella i que patirien per causa de Crist. Anaren a veure el bisbe i els batejà a ells i als dos fills: ell prengué llavors el nom d'Eustaqui (que en grec vol dir "que dona bones espigues"), l'esposa el de Teopista ("que creu en Déu") i els fills Teopist i Agapi ("qui viu de l'amor").
Va ser posat a prova i va patir un seguit de desgràcies: va perdre la seva fortuna, una epidèmia va matar els seus servents; mentre feien un viatge en vaixell, el capità va segrestar Teopista i marxà amb ella; en arribar al seu destí, Eustaqui i els dos fills van travessar un riu i, mentre eren a l'altra banda, un lleó i un llop atraparen i se'n dugueren els fills... Com Job, Eustaqui va plànyer-ho, però no perdé la fe. Trajà el va posar al front de les milícies i va recuperar la fortuna i, amb el temps, va trobar la seva família, miraculosament sana i estàlvia: tots havien viscut per separat cristianament.
En tornar a Roma fou convidat a fer sacrificis als déus i va refusar. Fou llençat als lleons com a càstig, amb la seva dona i fills, però els lleons eren mansos; llavors se'ls va posar en l'interior d'un bou de ferro roent i van morir, cap a l'any 118, sota l'imperi d'Hadrià.

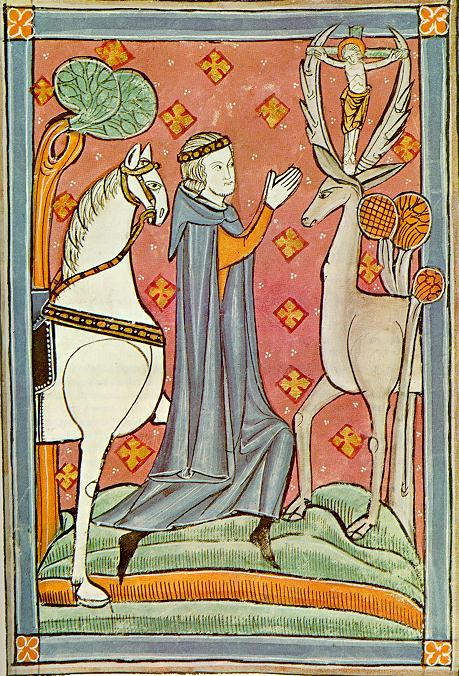
Miniatura a un manuscrit del s. XIII
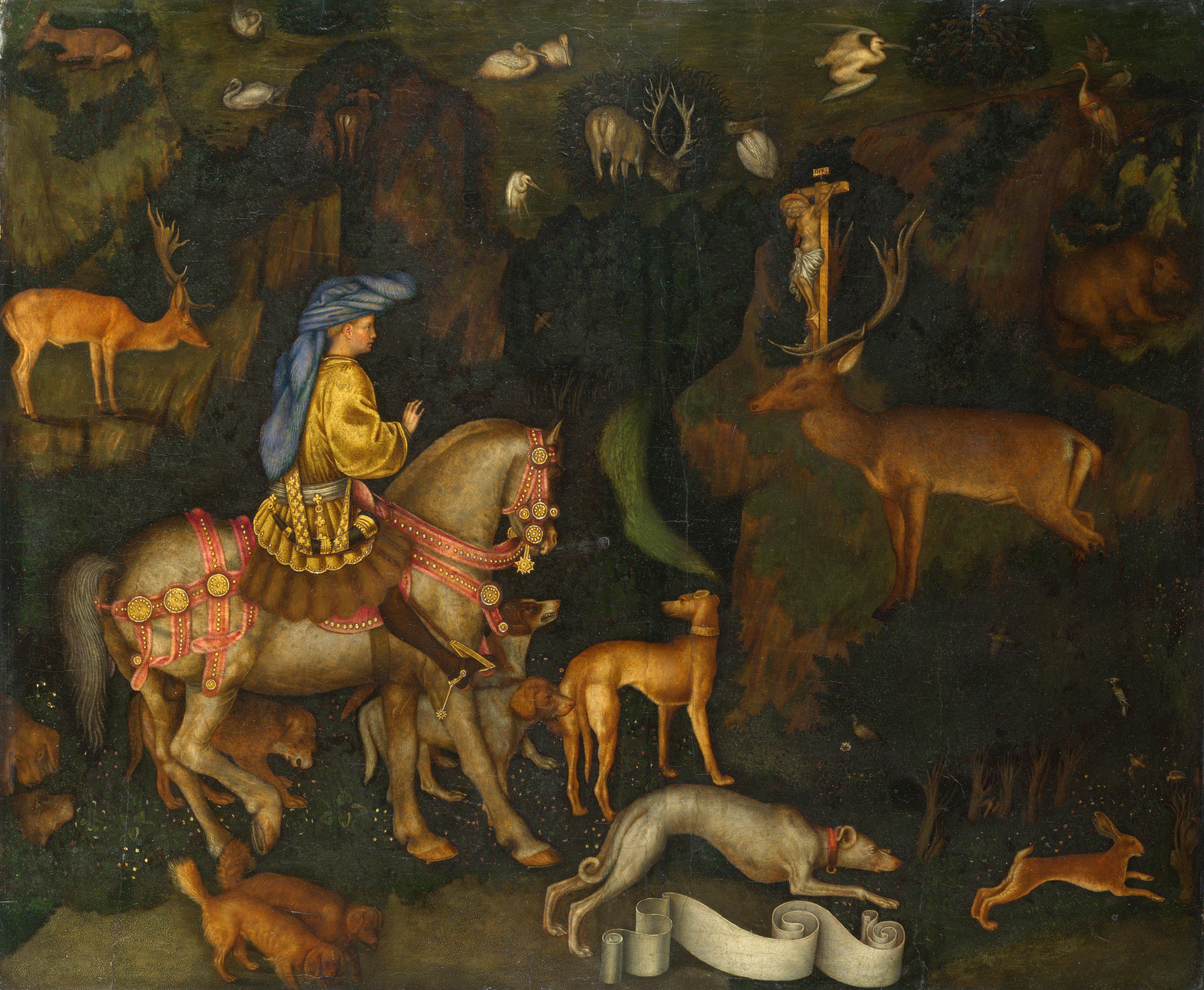
Pintura de Pisanello, ca. 1436 (Londres, National Gallery)
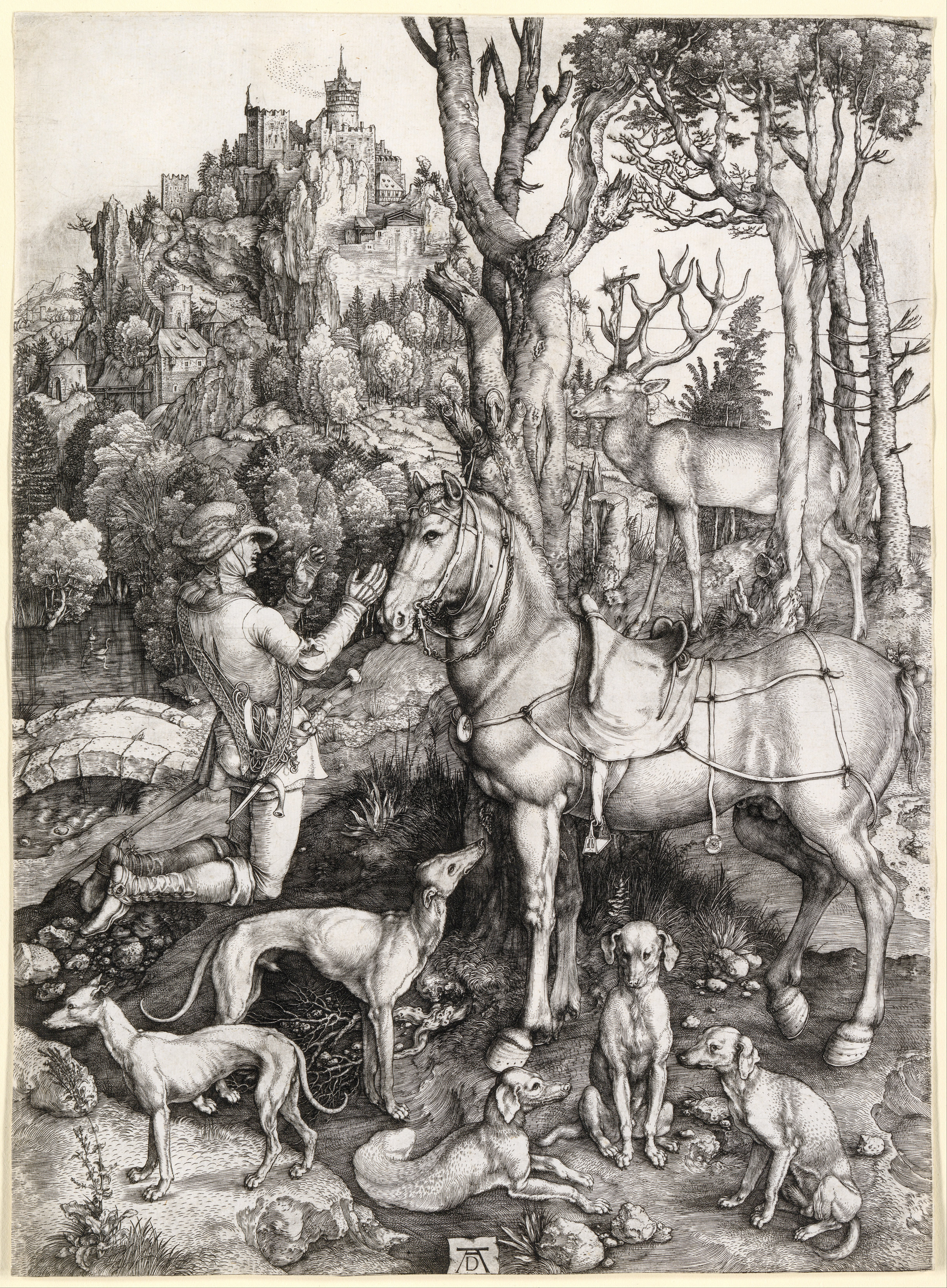
Gravado de Dürer, ca. 1501
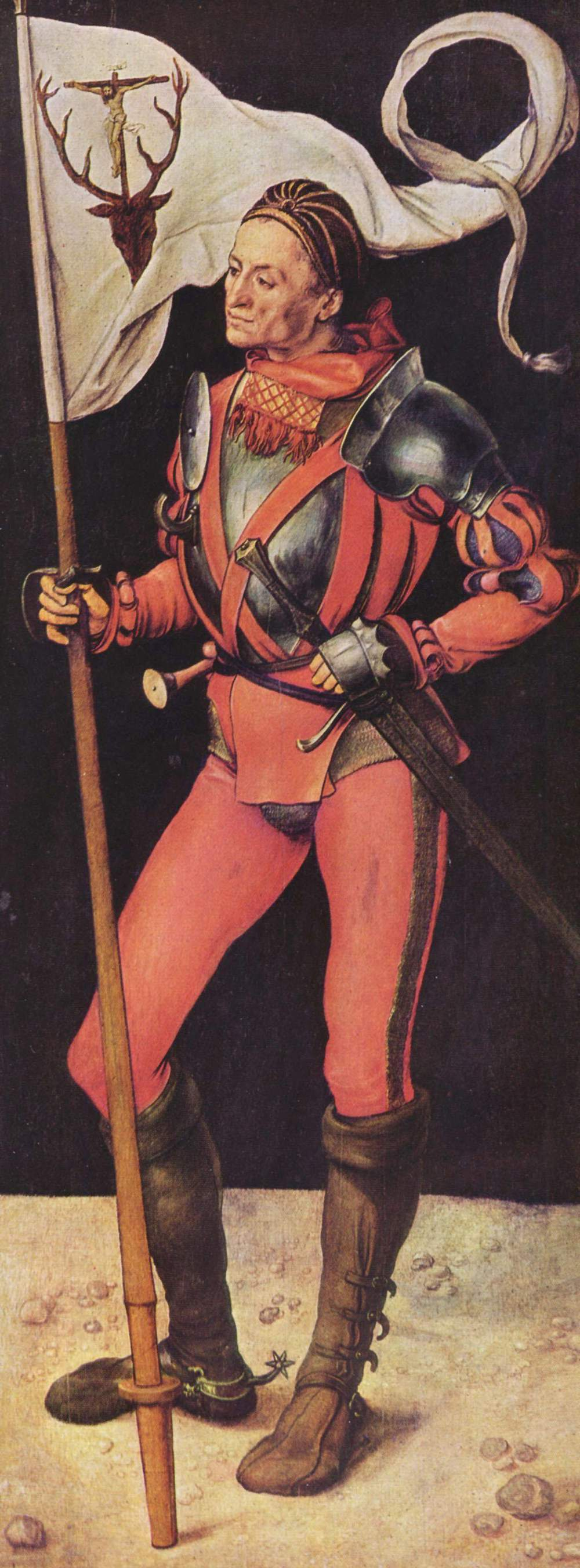
Pintura de Dürer a l'Altar Paumgartner